# Fernand Picot
Fernand Picot (* 10. Mai 1930 in Pontivy, Frankreich; † 23. Oktober 2017) war ein französischer Radrennfahrer.
Picot gewann eine Etappe der Internationalen Friedensfahrt 1954 und belegte den vierten Platz im Gesamtklassement. Er war damals im Status eines Unabhängigen und konnte bei Rennen der Amateure und Berufsfahrer starten. Er wurde daraufhin im Jahr 1955 Berufssportler und gewann als Neoprofi die Gesamtwertung und zwei Etappen der Tour de Champagne.
Als Berufsfahrer nahm Picot achtmal an der Tour de France teil, bei sieben Teilnahmen erreichte er das Ziel in Paris. Seine beste Platzierung im Gesamtklassement war der 13. Rang der Tour de France 1957. Mehrfach trug er das Grüne Trikot des besten Sprinters.
Picot gewann drei Etappen beim Critérium du Dauphiné Libéré, welches er 1956 als Gesamtdritter abschloss, und jeweils eine Etappe bei Paris–Nizza und dem GP Midi Libre. Im Jahr 1961 gewann er das zur Jahreswertung Super Prestige Pernod zählende Eintagesrennen Genua–Nizza und 1961 und 1963 den Grand Prix Ouest France.
Nach Ablauf der Saison 1965 beendete Picot seine Profikarriere.

## Erfolge
1954
- eine Etappe Internationale Friedensfahrt

1955
- Gesamtwertung und zwei Etappen Tour de Champagne

1956
- eine Etappe Critérium du Dauphiné Libéré

1957
- zwei Etappen Critérium du Dauphiné Libéré

1958
- eine Etappe Paris–Nizza

1959
- eine Etappe GP Midi Libre

1961
- Genua-Nizza
- GP Ouest France

1963
- GP Ouest France